# Marc'Andria Maurizzi
Marc'Andria Maurizzi est un joueur d'échecs français, né le 16 mai 2007 à Bastia, maître international à douze ans puis grand maître international à quatorze ans. 
Au 2 mars 2024, il est le 7e joueur français avec un classement Elo de 2 602 points.
Il devient champion du monde junior d'échecs en 2023, à l'âge de seize ans.

## Biographie et carrière

### Débuts aux échecs
Marc'Andria Maurizzi commence à jouer aux échecs vers l'age de sept ans. Il s'inscrit ensuite au Corsica chess Club où il est entraîné par le maître international Michaël Massoni.
En 2017, il représente la France lors du championnat d'Europe d'échecs de la jeunesse, remportant la médaille d'or dans la catégorie moins de dix ans. Il est alors entrainé par le maître international Matthieu Bissieres.
Il obtient le titre de candidat maître en 2018, et celui de maître FIDE en 2019.

### Maître international (2019)
En 2019, Marc'Andria Maurizzi remporte à nouveau la médaille d'or du championnat d'Europe d'échecs de la jeunesse dans la catégorie moins de douze ans. Il est alors entraîné par le grand maître international Matthieu Cornette.
Il est champion de France des pupilles (moins de douze ans) en 2019.
Il finit premier ex æquo du tournoi des maîtres du Val-d'Oise à Cergy-Pontoise en mai 2019.
La même année, il devient maître international à l'âge de 12 ans et deux mois en réalisant la troisième norme pour ce titre au cours du tournoi de Metz du 22 au 22 juillet 2019.
Il participe la même année au championnat d'Europe d'échecs des nations à Batoumi comme troisième échiquier de l'équipe de France, qui finit neuvième de la compétition.

### Grand maître international (2021)
Il réalise sa première norme de grand maître international (GMI) à l'occasion de l'Open international de Sitges, en Catalogne, avec un score de 6,5/9 qui lui permet en plus d'accéder à la huitième place du tournoi. Le 24 février 2021, il acquiert sa deuxième norme de grand maître international en se hissant à la deuxième place du tournoi international de Barcelone grâce à un score de 6,5 points sur 9 parties jouées. 
Le 21 mai 2021, il acquiert sa troisième norme lui permettant d'accéder au titre de grand maître international, lors du tournoi de GMI du C'Chartres Échecs, grâce à un score de 6,5 points sur 9 parties jouées. Il devient le GMI français le plus précoce de l'histoire, à 14 ans et 5 jours, battant le record détenu depuis 1997 par Étienne Bacrot qui était devenu GMI à l'âge de 14 ans et 2 mois,.

### Champion du monde junior (2023)
Il devient champion du monde junior d'échecs en octobre 2023 à Mexico, à l'âge de seize ans. Il devient le troisième Français à obtenir le titre succédant ainsi à Joël Lautier (en 1988) et Maxime Vachier-Lagrave (en 2009).
En 2025 il remporte le fort masters de Djerba avec 7,5/9, devant Daniel Dardha et Parham Maghsoodloo.

### Compétitions par équipes
Maurizzi participe à l'olympiade de 2022 en tant qu'échiquier de réserve. Il marque 3 points sur 6. Deux ans après, à l'olympiade de Budapest, il est au troisième échiquier et marque 6 points en 10 parties.
Il a également participé à deux championnats d'Europe des nations, dès 2019 (à seulement douze ans), puis en 2023.
Avec le club de Chartres, il remporte le championnat de France des clubs en 2024.